# Gresia, Prahova
Gresia este un sat în comuna Starchiojd din județul Prahova, Muntenia, România. Se află în partea de nord-est a județului, în Subcarpații de Curbură.
La recensământul din 2002 avea o populație de 8 locuitori, iar cel din 2021 consemnase 9, deși la data la care a fost efectuat, se pare că mai trăia o singură persoană care a murit în 2022. Localitatea nu a avut niciodată utilități (rețea electrică sau de gaze).